# Claude Netter
Claude Netter (* 23. Oktober 1924 in Paris; † 13. Juni 2007 in Neuilly-sur-Seine) war ein französischer Florettfechter.

## Erfolge
Claude Netter wurde 1951 in Stockholm, 1953 in Brüssel und 1958 in Philadelphia im Mannschaftswettbewerb Weltmeister und gewann zwischen 1950 und 1957 in diesem drei weitere Silbermedaillen. Im Einzel blieb die Silbermedaille 1959 in Budapest sein einziger Erfolg. Dreimal nahm Netter an Olympischen Spielen teil: Bei den Olympischen Spielen 1952 in Helsinki erreichte er mit der Mannschaft ungeschlagen die Finalrunde, in der die französische Equipe ebenfalls ohne Niederlage vor Italien und Ungarn den ersten Platz belegte. Gemeinsam mit Jéhan Buhan, Jacques Lataste, Jacques Noël, Christian d’Oriola und Adrien Rommel wurde er somit Olympiasieger. Im selben Jahr wurde er französischer Meister im Florett-Einzel. Vier Jahre darauf belegte er in Melbourne den fünften Platz in der Einzelkonkurrenz, während er in der Mannschaftskonkurrenz erneut in die Finalrunde einzog. Diese beendete er gemeinsam mit Bernard Baudoux, Roger Closset, René Coicaud, Jacques Lataste und Christian d’Oriola auf dem Silberrang hinter Italien und vor Ungarn. 1960 in Rom wurde Netter mit der Mannschaft Fünfter.